# Minimax
Minimax ili sedlasta točka pojam je u matematici i filozofiji matematičkih igara, a odnosi se na strategiju minimiziranja maksimalnih gubitaka. Usko povezan pojam jest maximin koji se pak odnosi na strategiju maksimiziranja minimalnih dobitaka.
U kombinatornom smislu, minimax se može strogo matematički definirati kao broj 
{\displaystyle \quad \min _{x\in X}\max _{y\in Y}F(x,y)} za neke elemente {\displaystyle x,y} promatranog skupa.
Zrcalno se definira maximin. Općenito vrijedi von Neumannova nejednakost: {\displaystyle \max _{x\in X}\min _{y\in Y}f(x,y)\leq \min _{y\in Y}\max _{x\in X}f(x,y)}, odnosno vrijedi da najveći među najmanjim elementima skupa nikada nije veći od najmanjeg među najvećim elementima istoga skupa. Jednakost se postiže u posebnim slučajevima.

## Povijest
Termin »minimax«, kao i termin »maximin«, prvi je puta upotrijebljen od strane američkih matematičara ranih 1940-ih godina, u jeku razvoja diskretne matematike.